# Francesco Maria Scala
Francesco Maria Scala (ook: Francis Maria Scala) (Napels, 1819 – Washington D.C., 18 april 1903) was een Italiaans-Amerikaans componist, dirigent en musicus.

## Levensloop
Scala studeerde aan het Conservatorio di San Pietro a Majella di Napoli in Napels. In 1841 werd hij als muzikant verplicht op de fregat Brandywine en kwam op deze manier in de Verenigde Staten. In 1842 werd hij lid van de United States Marine Band "The Presidents Own". Van 1843 tot 1848 en van 1854 tot 1871 was hij dirigent van dit vooraanstaande militaire muziekkorps in de Verenigde Staten. Hij was de eerste Niet-Amerikaan die dirigent werd van een militair muziekkorps. Hij ontwikkelde een hoog muzikaal niveau in het orkest en het aantal muzikanten werd uitgebreid tot meer dan 30. Het werd erg populair om zijn openluchtconcerten. 
Scala bewerkte de ouvertures tot de operettes Dichter und Bauer en Leichte Cavallerie van Franz von Suppé en selecties uit Italiaanse opera's voor harmonieorkest. Naast de bewerkingen schreef hij ook eigen werk voor harmonieorkest. 

## Composities

### Werken voor harmonieorkest
- 1843 Dirge funèbre, voor harmonieorkest
- 1857 President Buchanan's Inauguration March
- 1859 Ladies Polka
- 1861 President Ab. Lincoln's Inauguration March
- 1869 President Grant's Inauguration March
- I am lonely since my mother died, quickstep voor harmonieorkest